# تيموثي نواه
تيموثي نواه (بالإنجليزية: Timothy Noah)‏ هو صحفي أمريكي، ولد في 1958.